# Спортивна гімнастика

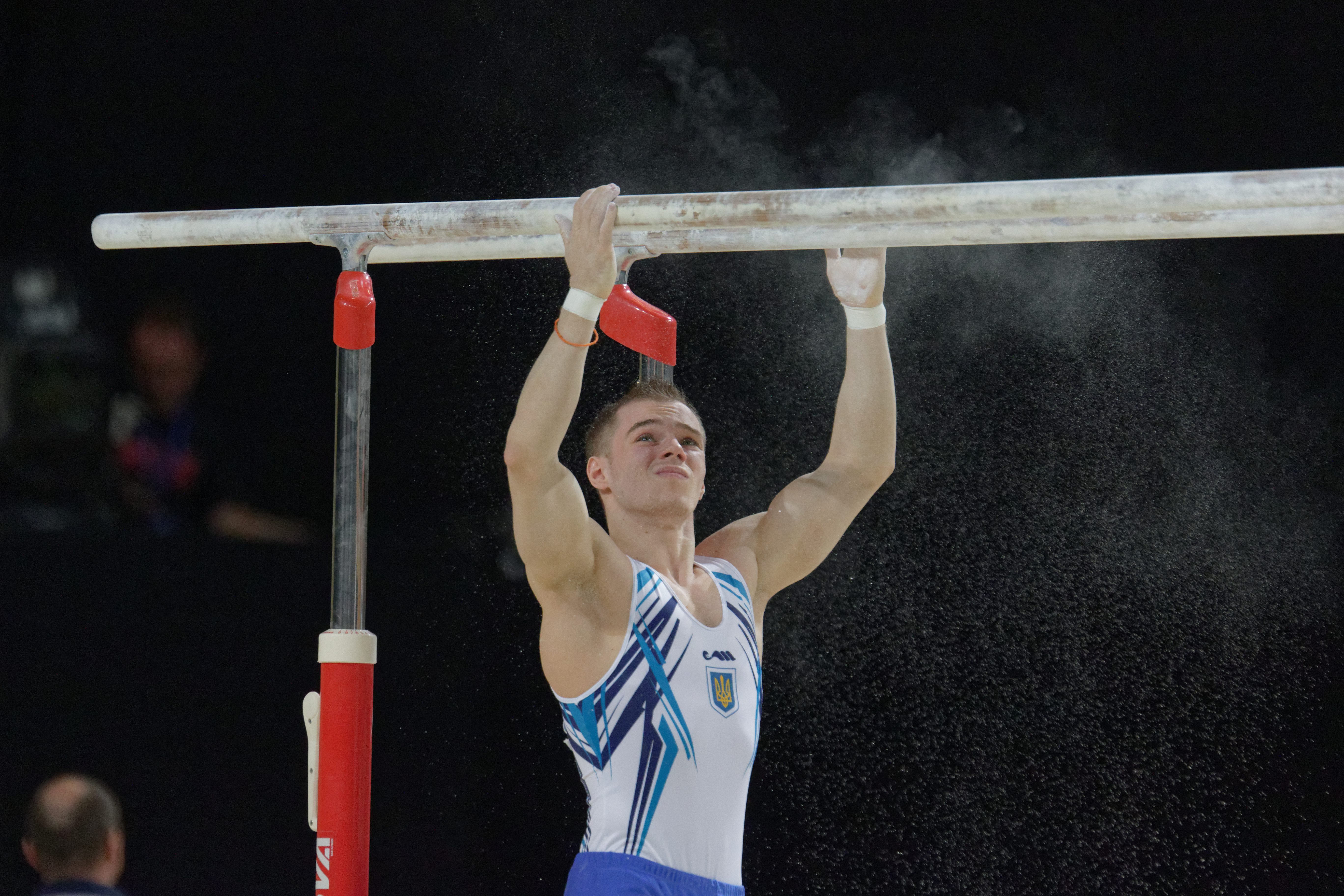
Олег Верняєв готується до вправи

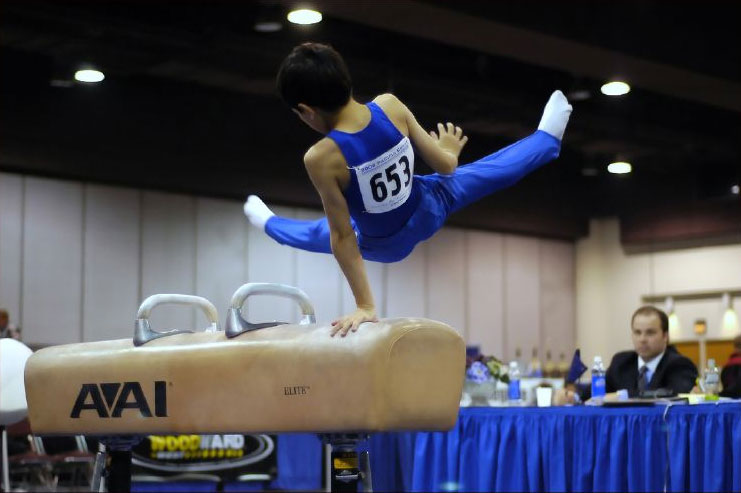
Гімнастика в Окленді (Каліфорнія), на гімнастичному коні

Спортивна гімнастика — олімпійський вид спорту представлений як вільними вправами, так і окремими на спортивних приладах, який охоплює вправи на спритність, швидкість, витривалість, гнучкість, виразність рухів; різновид гімнастики. Вільні вправи — це комбінації різноманітних рухів, в поєднанні з ритмічною музикою. Вправи на гімнастичних приладах — канаті, перекладині, брусах, кільцях, колоді, конях для махів і опорних стрибків.
До кінця ХІХ на початку ХХ століття сформувалися основи спортивної гімнастики, а також з'явилися її нові види: художня, ритмічна, акробатика, стрибки на батуті.

## Чоловіча гімнастика
Програма зі спортивної гімнастики для чоловіків на олімпійських змаганнях складається з вправ на шести приладах: вільних вправ, вправи на перекладині, паралельних брусах, кільцях, гімнастичному коні та опорного стрибка.
На великих турнірах крім змагань на окремих приладах розігрується також абсолютна першість — за сумою балів на всіх приладах, та командна першість — змагання між національними збірними.
За спортивну гімнастику відповідає Міжнародна федерація гімнастики (латинське скорочення FIG — Federation Internationale de Gymnastique).

## Жіноча спортивна гімнастика
Програма сучасної жіночої спортивної гімнастики складається із вправ на чотирьох приладах: вільних, на різновисоких брусах, на колоді та опорного стрибка.
Детальніше дивись: Жіноча спортивна гімнастика

## Спортивна гімнастика в мистецтві
- Життя підлітків-гімнастів, їх підготовку до Олімпіади-2012 показано в серіалі «Гімнастки».